# Aire urbaine de Brest
L'aire urbaine de Brest est une aire urbaine française constituée autour de la ville de Brest (Finistère). 
En 2016, ses 319 947 habitants faisaient d'elle la 32e des aires urbaines françaises.

## Caractéristiques
D'après la délimitation établie par l'INSEE, l'aire urbaine de Brest est composée de 51 communes, toutes situées dans le département du Finistère. 
Huit des communes de l'aire urbaine font partie de son pôle urbain, qui est ici l'unité urbaine (couramment : agglomération) de Brest.
Les 43 autres communes, dites monopolarisées, se répartissent entre 34 communes rurales et 9 communes urbaines qui sont toutes des villes isolées (unités urbaines d'une seule commune).
L'aire urbaine de Brest appartient à l'espace urbain de Brest.
Le tableau suivant détaille la répartition de l'aire urbaine sur le département (les pourcentages s'entendent en proportion du département) :
| Département | Communes | Communes (%) | Superficie (km2) | Superficie (%) | Population (1999) | Population (%) |
| ----------- | -------- | ------------ | ---------------- | -------------- | ----------------- | -------------- |
| Finistère   | 51       | 18,0         | 969,49           | 14,4           | 303 484           | 35,6           |

En 2006, la population s’élevait à 309 266 habitants.

## Les 51 communes de l’aire
Voici la liste des communes de l'aire urbaine de Brest.
| Code INSEE | Commune               | Type de commune               | Département | Superficie (km²) | Population (2018) | Densité (hab./km2) |
| ---------- | --------------------- | ----------------------------- | ----------- | ---------------- | ----------------- | ------------------ |
| 29011      | Bohars                | Commune du pôle urbain        | Finistère   | +0007,27         | 3 516             | 483,63             |
| 29015      | Bourg-Blanc           | Commune rurale monopolarisée  | Finistère   | +0028,31         | 3 560             | 125,75             |
| 29017      | Brélès                | Commune rurale monopolarisée  | Finistère   | +0014,06         | 868               | 61,74              |
| 29019      | Brest                 | Commune du pôle urbain        | Finistère   | +0049,51         | 139 602           | 2819,67            |
| 29035      | Coat-Méal             | Commune rurale monopolarisée  | Finistère   | +0010,82         | 1 107             | 102,31             |
| 29040      | Le Conquet            | Commune rurale monopolarisée  | Finistère   | +0008,45         | 2 731             | 323,20             |
| 29043      | Daoulas               | Commune rurale monopolarisée  | Finistère   | +0005,42         | 1 802             | 332,47             |
| 29045      | Dirinon               | Commune rurale monopolarisée  | Finistère   | +0033,02         | 2 228             | 67,47              |
| 29047      | Le Drennec            | Commune rurale monopolarisée  | Finistère   | +0009,5          | 1 855             | 195,26             |
| 29056      | La Forest-Landerneau  | Commune rurale monopolarisée  | Finistère   | +0009,21         | 1 913             | 207,71             |
| 29061      | Gouesnou              | Commune du pôle urbain        | Finistère   | +0012,08         | 6 166             | 510,43             |
| 29069      | Guilers               | Commune urbaine monopolarisée | Finistère   | +0018,98         | 7 897             | 416,07             |
| 29075      | Guipavas              | Commune du pôle urbain        | Finistère   | +0044,13         | 14 842            | +00285,16          |
| 29080      | L'Hôpital-Camfrout    | Commune rurale monopolarisée  | Finistère   | +0013,16         | 2 239             | +00124,7           |
| 29086      | Irvillac              | Commune rurale monopolarisée  | Finistère   | +0029,6          | 1 442             | +00034,16          |
| 29095      | Kersaint-Plabennec    | Commune rurale monopolarisée  | Finistère   | +0011,95         | 1 474             | +00092,55          |
| 29098      | Lampaul-Plouarzel     | Commune rurale monopolarisée  | Finistère   | +0004,04         | 2 128             | +00437,13          |
| 29099      | Lampaul-Ploudalmézeau | Commune rurale monopolarisée  | Finistère   | +0006,35         | 830               | +00095,43          |
| 29100      | Lanarvily             | Commune rurale monopolarisée  | Finistère   | +0005,92         | 418               | +00044,93          |
| 29101      | Landéda               | Commune urbaine monopolarisée | Finistère   | +0010,98         | 3 572             | +00268,58          |
| 29109      | Landunvez             | Commune rurale monopolarisée  | Finistère   | +0013,53         | 1 481             | +00099,41          |
| 29112      | Lanildut              | Commune rurale monopolarisée  | Finistère   | +0005,82         | 960               | +00142,61          |
| 29117      | Lannilis              | Commune urbaine monopolarisée | Finistère   | +0023,52         | 5 651             | +00190,18          |
| 29119      | Lanrivoaré            | Commune rurale monopolarisée  | Finistère   | +0014,89         | 1 469             | +00086,64          |
| 29126      | Loc-Brévalaire        | Commune rurale monopolarisée  | Finistère   | +0001,67         | 206               | +00123,95          |
| 29130      | Locmaria-Plouzané     | Commune urbaine monopolarisée | Finistère   | +0023,16         | 5 089             | +00183,33          |
| 29137      | Logonna-Daoulas       | Commune rurale monopolarisée  | Finistère   | +0012,14         | 2 126             | +00130,07          |
| 29140      | Loperhet              | Commune du pôle urbain        | Finistère   | +0020,31         | 3 835             | +00170,65          |
| 29149      | Milizac               | Commune rurale monopolarisée  | Finistère   | +0033,23         | 4 521             | +00086,79          |
| 29160      | Plabennec             | Commune urbaine monopolarisée | Finistère   | +0050,43         | 8 465             | +00138,75          |
| 29177      | Plouarzel             | Commune rurale monopolarisée  | Finistère   | +0042,83         | 3 784             | +00057,39          |
| 29178      | Ploudalmézeau         | Commune urbaine monopolarisée | Finistère   | +0023,18         | 6 292             | +00215,44          |
| 29189      | Plougastel-Daoulas    | Commune du pôle urbain        | Finistère   | +0046,83         | 13 330            | +00261,54          |
| 29190      | Plougonvelin          | Commune urbaine monopolarisée | Finistère   | +0018,69         | 4 179             | +00153,45          |
| 29195      | Plouguerneau          | Commune rurale monopolarisée  | Finistère   | +0043,33         | 6 623             | +00129,89          |
| 29196      | Plouguin              | Commune rurale monopolarisée  | Finistère   | +0031,02         | 2 160             | +00063,02          |
| 29201      | Ploumoguer            | Commune rurale monopolarisée  | Finistère   | +0038,93         | 2 059             | +00042,28          |
| 29208      | Plourin               | Commune rurale monopolarisée  | Finistère   | +0025,69         | 1 241             | +00038,26          |
| 29209      | Plouvien              | Commune rurale monopolarisée  | Finistère   | +0033,7          | 3 785             | +00094,57          |
| 29212      | Plouzané              | Commune du pôle urbain        | Finistère   | +0033,14         | 12 979            | +00363,46          |
| 29221      | Porspoder             | Commune urbaine monopolarisée | Finistère   | +0011,29         | 1 795             | +00138,8           |
| 29235      | Le Relecq-Kerhuon     | Commune du pôle urbain        | Finistère   | +0006,43         | 11 625            | +01 689,89         |
| 29245      | Saint-Divy            | Commune rurale monopolarisée  | Finistère   | +0008,52         | 1 540             | +00165,14          |
| 29257      | Saint-Pabu            | Commune rurale monopolarisée  | Finistère   | +0009,94         | 2 072             | +00148,79          |
| 29260      | Saint-Renan           | Commune urbaine monopolarisée | Finistère   | +0013,31         | 8 122             | +00512,25          |
| 29268      | Saint-Thonan          | Commune rurale monopolarisée  | Finistère   | +0011,29         | 1 875             | +00103,19          |
| 29270      | Saint-Urbain          | Commune rurale monopolarisée  | Finistère   | +0015,21         | 1 641             | +00078,9           |
| 29282      | Trébabu               | Commune rurale monopolarisée  | Finistère   | +0004,36         | 359               | +00077,98          |
| 29290      | Tréglonou             | Commune rurale monopolarisée  | Finistère   | +0005,85         | 677               | +00084,1           |
| 29299      | Tréouergat            | Commune rurale monopolarisée  | Finistère   | +0006,1          | 337               | +00041,31          |
|            | Total                 |                               |             | +0969,49         | 307 468           | +00313,03          |